# Mboma (Cameroun)
Pour les articles homonymes, voir Mboma.
Mboma est une commune du Cameroun, située dans la région de l'Est et le département du Haut-Nyong, dans l'arrondissement du même nom.

## Population
Lors du recensement de 2005, la commune comptait 8 120 habitants, dont 726 pour Mboma intra-muros.

## Structure administrative de la commune
Outre Mboma proprement dit, la commune comprend les localités suivantes :
- Bangoue ;
- Begond ;
- Kagnol I ;
- Kagnol II ;
- Kak I ;
- Kak II ;
- Mbamé II ;
- Ngoap ;
- Ngoumou ;
- Nkaole ;
- Ntsimbou ;
- Zoume.